# پل صیحه (آباره عباس خان)
پل صیحه (آباره عباس خان) مربوط به دوره صفوی است و در اندیمشک، کیلومتر ۱۰ جاده اندیمشک به شوش واقع شده‌است. این اثر در تاریخ ۹ اردیبهشت ۱۳۸۲ با شمارهٔ ثبت ۸۳۷۶ به‌عنوان یکی از آثار ملی ایران به ثبت رسیده‌است.
این پل در حدود ۱۰ کیلومتری جاده اندیمشک به شوش، و در حاشیه شرقی جاده واقع شده‌است. پل صیحه در سال ۱۳۷۹ شناسایی گردید و کار خاکبرداری و مرمت آن از سال ۱۳۸۰ آغاز گردید. این بنا دارای ۱۲ دهانه است و در گذشته کاربری انتقال آب را داشته و آب را به وسیله کانال به این منطقه آورده و پس از عبور آب از روی پل زمین‌های کشاورزی آن طرف پل را آبیاری می‌نمودند.
پل‌های آب‌رو تنها جهت آبیاری زمین‌های کشاورزی به کار می‌آیند و اصطلاحاً آباره گفته می‌شود. این پل مربوط به دوره صفوی می‌باشد.

هرچند بخشی از این بنا نیمه اول دهه هشتاد توسط اداره میراث فرهنگی خوزستان مرمت شد، اما به نظر می‌رسد بخشی از سازه، مربوط به دهانه دیگر پل به هر دلیلی مرمت نشده‌است. 

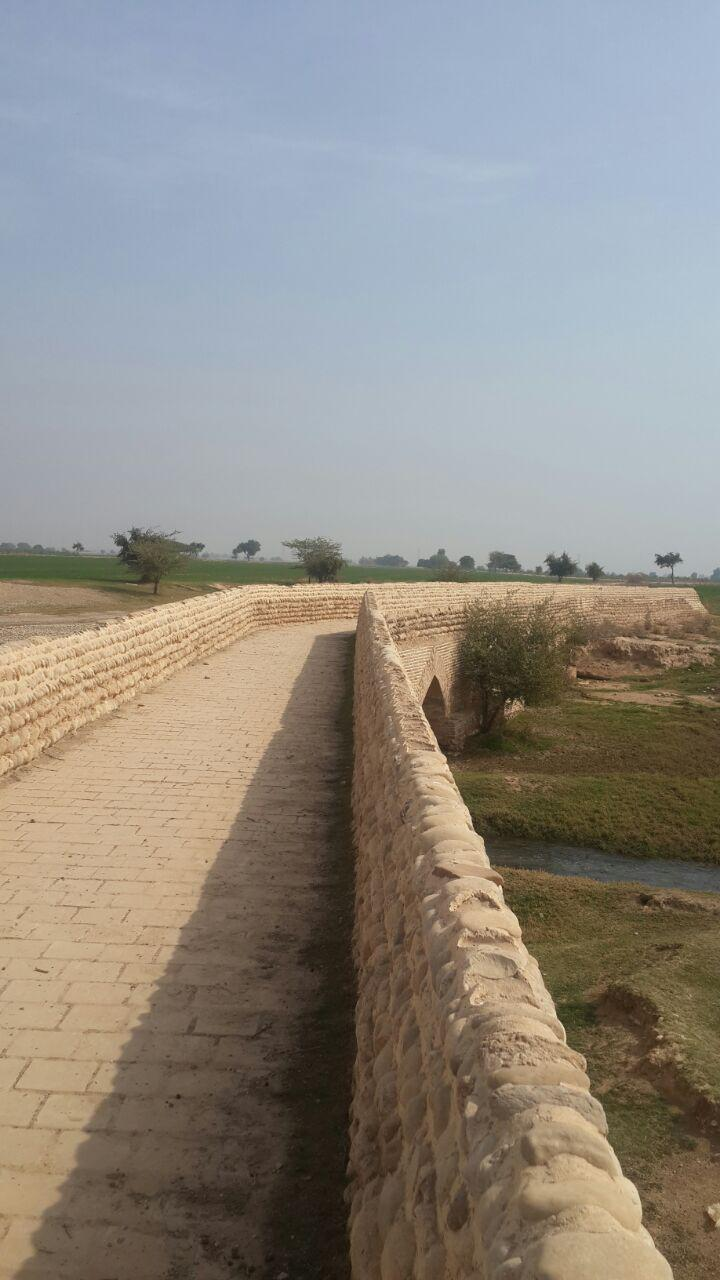
پل صیحه (آباره)

مصالح بکار رفته در ساخت این بنا سنگ، آجر به همراه ملات گل، آهک و ساروج می‌باشد پی پایه‌های این پل از سنگ، ستون‌ها از آجر و دیواره‌های فوقانی از سنگ می‌باشد. دریچه‌های پل هم در جهت خلاف جریان آب، و هم در جهت موافق آن پیش‌آمدگی‌هایی دارد که اصطلاحاً موج‌شکن یا آب (پشت پل) به صورت نیم دایره می‌باشد. افزایش مقطع طولی پل و سنگین‌تر نمودن پایه‌ها جهت خنثی‌سازی رانش حاصل از طاق‌های بزرگ، نقش استحکامی پل در مقابل فشارهای سرسام‌آور آب در هنگام طغیان رودخانه‌ها و هدایت مناسب آب که از لحاظ مکانیکی و مهندسی در دوام پل تأثیر بسیاری داشته‌است.
در ساخت آباره صیحه به نمای پل توجه نشده‌است، و فقط به جنبه کاربری و استحکامی آن توجه نموده‌اند. قوس دهانه‌ها یک اندازه نمی‌باشد. این دهانه‌ها از ارتفاع «تیزی» تا پاکار، بین ۶/۳ و ۷۰/۳ متفاوت می‌باشد. پایه‌ها تقریباً ۱ متر می‌باشد. دهانه ۶ بزرگ‌ترین دهانه می‌باشد.
با توجه به این‌که در گذشته به دلیل شرایط زندگی مردم و نیاز به آب، اکثر سکونت‌گاه‌ها در کنار رودخانه و چشمه‌ها و مناطق آب‌خیز ساخته می‌شد، احتمال وجود سکونت‌گاه‌هایی هم‌زمان با این آباره در منطقه نیز وجود دارد. در نزدیکی این آباره در منطقه سبزآب، آباره دیگری وجود دارد که کاربری آن نیز مانند پل صیحه می‌باشد. در طی خاک‌برداری از دو آباره در اعماق مختلف به تکه‌های مختلف سفال شکسته برخورد شده، که متعلق به دوره اسلامی می‌باشد.